# Замок Містлітоу
Замок Містлітоу (англ. Mistletoe Castle) — замок Омели, замок Віллерс-Стюартів — один із замків Ірландії, розташований в графстві Корк, біля міста Югал.

## Історія замку Міслітоу
Нинішня споруда замку Містлітоу побудована в 1770 році. Замок був перебудований в стилі псевдоготики в 1830 році. Замок має п'ятиповерхову центральну вежу, що розташована біля двоповерхових блоків. Поруч є L-подібні споруди. Вікна квадратні з вапняковим оздобленням.
На давніх картах на цьому місці був позначений замок Юстаса. Нинішній замок являє собою вишуканий заміський будинок, побудований як резиденція аристократичної родини Дромана — вони ж Віллерс-Стюарти. В середині ХІХ століття Гріффіт проводив оцінку нерухомості Ірландії і цей замок був оцінений в 25 фунтів стерлінгів. Наприкінці ХІХ століття замок належав Джона Конрою Брауну. У 1870 році навколо замку був маєток площею 16 акрів землі. У 2009 році замок був проданий.